# Фриман, Мона
Мона Фриман (англ. Mona Freeman, урождённая Моника Элизабет Фриман (англ. Monica Elizabeth Freeman), 9 июня 1926 — 23 мая 2014) — американская актриса.

## Биография
Фриман родилась в Балтиморе, штат Мэриленд, и выросла в Пелхэме, штат Нью-Йорк. Её отец был лесорубом, в средней школе она была моделью. В 1940 году New York City Transit Authority выбрала её в качестве первой «Miss Subways».
Во время обучения в школе, а также после её окончания, работала в качестве модели. Она подписала контракт на фильм с Говардом Хьюзом.  В 1944 году Фриман подписала контракт с киностудией «Paramount Pictures», дебютировав в том же году в мелодраме «Снова вместе». До конца 1940-х она снялась в десятке картин, среди которых «Сигнал об опасности» (1945), «Девушка из варьете» (1947), «Улицы Ларедо» (1949) и «Наследница» (1949). В 1950-е актриса стала реже появляться на большом экране, больше времени посвящая работе на телевидении. Её последние появления в кино были в картинах «Ангельское лицо» (1952) и «Боевой клич» (1955). Свою карьеру на телевидении Фриман продолжала до 1972 году, сыграв в сериалах «Кульминация», «Караван повозок», «Перри Мейсон», «Мэверик», «Разыскивается живым или мёртвым» и «Триллер».

## Личная жизнь
Актриса дважды была замужем. От первого супруга, состоятельного голливудского автодилера Пэта Нерни, она родила дочь Мони Эллис, ставшую как и мать актрисой. Они развелись в 1952 году. Со вторым супругом, бизнесменом Джеком Эллисом, она состояла в браке с 1961 года до его смерти в 1992 году.
Мона Фриман умерла 23 мая 2014 года в возрасте 87 лет после длительной болезни в своём доме в Беверли-Хиллз.